# Need for Speed: Carbon
Need for Speed: Carbon, også kendt som NFS Carbon eller NFSC, er et streetracing-spil produceret og udgivet af EA Games i 2006.

## Figurer
Som med Need for Speed: Most Wanted, vil spilleren følge nøgle personernes gang (Darius, Nikki, Cross, Angie, Wolf og Kenji) slå dem og få nogle, "hold medlemmer" som også kommer med i plottet til historien.
Spilleren vil igangsætte et slæng, og vil igennem karrieren møde store slæng, mindre slæng, og "forfærdlige" slæng medlemmer igennem karrieren.
Nikki: Spillet af Emmanuelle Vaugier. Kører en Ford GT. Spillerens kærste, som bliver et hold medlem senere i spillet. (Drafter/Mekaniker)
Darius: Spillet af Tahmoh Penikett. Kører en Audi Le Mans Quattro. Leder af Stacked Deck gruppen, localiteret i silverton. Hjælper spilleren med flygte i begyndelsen, men holder noget hemmeligt gennem spille progressen.
Cross: Spillet af Dean McKenzie. Kører en Chevrolet Corvette Z06. Tidligere en politi betjent som mistede sit job efter at have fejlet i at stoppe spilleren fra at slippe væk fra Rockport i NFS:MW. Arbejder nu som dusørjæger ved at prøve at bringe gaderacere til retfærdighed.
Angie: Spillet af Danielle Kremeniuk. Kører en 1969 Dodge Charger R/T. Senere 2006 Dodge Challenger Concept. Leder of 21st Street, i Kempton, der har muskel biler.
Kenji: Spillet af Ken Kirby. Kører en Mazda RX-7. Senere Mitsubishi Lancer Evolution. Leder of Bushido, i Downtown Palmont, der har tuner biler.
Wolf: Spillet af Shaw Madson. Kører en Aston Martin DB9. Senere Lamborghini Murcielago. Leder af TFK, i Fortuna, der har exotiske biler.
Colin: Spillet af Steve Lawlor. Drafter/Fabrikant, holdmedlem. Tidligere TFK medlem.
Neville: Spillet af Chris Gauthier. Blocker/Fixer, holdmedlem.
Sal: Spillet af Elias Toufexis. Scout/Fabricator, holdmedlem.
Samson: Spillet af Noah Danby. Blocker/Fixer, holdmedlem. Tidligere 21st Street medlem.
Yumi: Spillet af Melody. Spejder/Mekaniker, holdmedlem. Tidligere Bushido medlem.

## Biler

### Muskel
- 1967 Chevrolet Camaro SS
- 2006 Chevrolet Camaro Concept *
- 1970 Chevrolet Chevelle SS 454
- 2006 Chevrolet Corvette Z06
- 2005 Chrysler 300C SRT-8
- 1971 Dodge Challenger **
- 2008 Dodge Challenger Concept
- 1969 Dodge Charger R/T
- 2006 Dodge Charger SRT-8
- 2006 Dodge Viper SRT-10
- 2006 Ford Mustang GT
- 1967 Ford Mustang Shelby GT500
- 2007 Ford Mustang Shelby GT500
- 1970 Plymouth Hemi Barracuda
- 1970 Plymouth Road Runner
- 2006 Pontiac GTO
- 2005 Vauxhall Monaro VXR

### Tuner
- 2004 Infiniti G35
- 2004 Lexus IS300
- 2007 Mazda 3 Mazdaspeed
- 1999 Mazda RX-7
- 2003 Mazda RX-8
- 1999 Mitsubishi Eclipse GSX
- 2006 Mitsubishi Eclipse GT
- 2006 Mitsubishi Lancer EVO IX MR Edition
- 1992 Nissan 240 SX *
- 2006 Nissan 350Z
- 1999 Nissan Skyline R34 GT-R
- 2005 Renault Clio V6
- 2006 Subaru Impreza WRX STi
- 1986 Toyota Corolla AE86/Sprinter Trueno
- 1992 Toyota MR2
- 1999 Toyota Supra
- 2006 Volkswagen Golf R32

### Exotisk
- 2006 Alfa Romeo Brera
- 2004 Aston Martin DB9
- 2007 Audi R8/LeMans Quatro
- 2005 Ford GT
- 2006 Lamborghini Gallardo
- 2004 Lamborghini Murciélago
- 2006 Lamborghini Murciélago LP640
- 2004 Lotus Elise 111
- 2005 Mercedes-Benz CLK500
- 2005 Mercedes-Benz SL65 AMG
- 2004 Mercedes-Benz SLR McLaren
- 2006 Porsche 911 GT3 RS
- 2006 Porsche 911 Turbo S
- 2004 Porsche Carrera GT
- 2006 Porsche Cayman S

### Politi
- Civic Cruiser (liknande Ford Crown Victoria Police Interceptor)
- Interceptor (Corvette Z06 med polisstyling)
- Rhino (SUV med elementer fra forskellige biler, herunder Volvo XC90)
- Samt en politiversion af Pontiac GTO

* Endast Collector's Edition
** Endast EA Downloader-version